# Charles Melton
Charles Michael Melton (Juneau, Alaska, 4 de enero de 1991) es un actor y modelo estadounidense. Es conocido por interpretar a Reggie Mantle en la serie de televisión Riverdale de la cadena CW.

## Vida y trabajo
Melton nació en Juneau, Alaska. Fue criado en Manhattan, Kansas. Es de ascendencia coreana, teniendo también raíces europeas y cherokee. Charles estudió en la Universidad Estatal de Kansas, donde jugó en el equipo de fútbol. Abandonó la universidad después de dos años para seguir actuando. 
Su gran oportunidad llegó cuando fue elegido en la serie de CW, Riverdale, como Reggie Mantle en la temporada 2 (reemplazando a Ross Butler, quien había dejado el programa). Después de ser recurrente en la temporada 2, Melton se convirtió oficialmente en un personaje regular en la temporada 3 de Riverdale. En 2018, fue elegido como el protagonista masculino, Daniel Bae, en The Sun Is Also a Star, la adaptación cinematográfica del libro del mismo nombre de Nicola Yoon. También, participó en el vídeo musical, Break Up With Your Girlfriend, I'm Bored, de la cantante, Ariana Grande.

## Filmografía

### Cine
| Año  | Título                        | Papel      | Notas        |
| ---- | ----------------------------- | ---------- | ------------ |
| 2015 | Faces Without Eyes            | Doc        | Cortometraje |
| 2018 | The Thinning: New World Order | Cage       | Película web |
| 2019 | The Sun Is Also a Star        | Daniel Bae |              |
| 2020 | Bad Boys for Life             | Rafe       |              |
| 2021 | Fracture                      | Noa        | Cortometraje |
| 2021 | Heart of Champions            | Chris      |              |
| 2022 | Wake                          | Hank       | Cortometraje |
| 2022 | El cuartel secreto            | Hawaii     |              |
| 2023 | Secretos de un escándalo      | Joe Yoo    |              |
| 2025 | Warfare                       | Jake       | Alex Garland |

### Televisión
Serie poker face. Skyshowtime.
| Año         | Título                       | Papel                    | Notas                                                                            |
| ----------- | ---------------------------- | ------------------------ | -------------------------------------------------------------------------------- |
| 2011        | Glee                         | Modelo                   | Episodio: " New New York"                                                        |
| 2015 - 2016 | American Horror Story: Hotel | Sr. Wu                   | 2 episodios                                                                      |
| 2017 - 2023 | Riverdale                    | Reginald «Reggie» Mantle | Recurrente, 15 episodios (T 2). Personaje principal, 35 episodios (T 3-presente) |
| 2021        | American Horror Stories      | Wyatt                    | Episodio: "The Naughty List"                                                     |

### Vídeos musicales
| Año  | Título                                   | Artista              |
| ---- | ---------------------------------------- | -------------------- |
| 2016 | Save My Soul                             | JoJo                 |
| 2019 | Break Up with Your Girlfriend, I'm Bored | Ariana Grande        |
| 2025 | Love Hangover                            | Jennie, Dominic Fike |

## Premios y nominaciones
| Año  | Título                   | Premio                                            | Categoría                   | Resultado | Ref.  |
| ---- | ------------------------ | ------------------------------------------------- | --------------------------- | --------- | ----- |
| 2024 | Secretos de un escándalo | Premios de la Sociedad Internacional de Cinéfilos | Mejor actor de reparto      | Nominado  | [ 6 ] |
| 2024 | Secretos de un escándalo | Premios de la Sociedad Internacional de Cinéfilos | Mejor intérprete revelación | Nominado  | [ 6 ] |